# 精河 (河流)

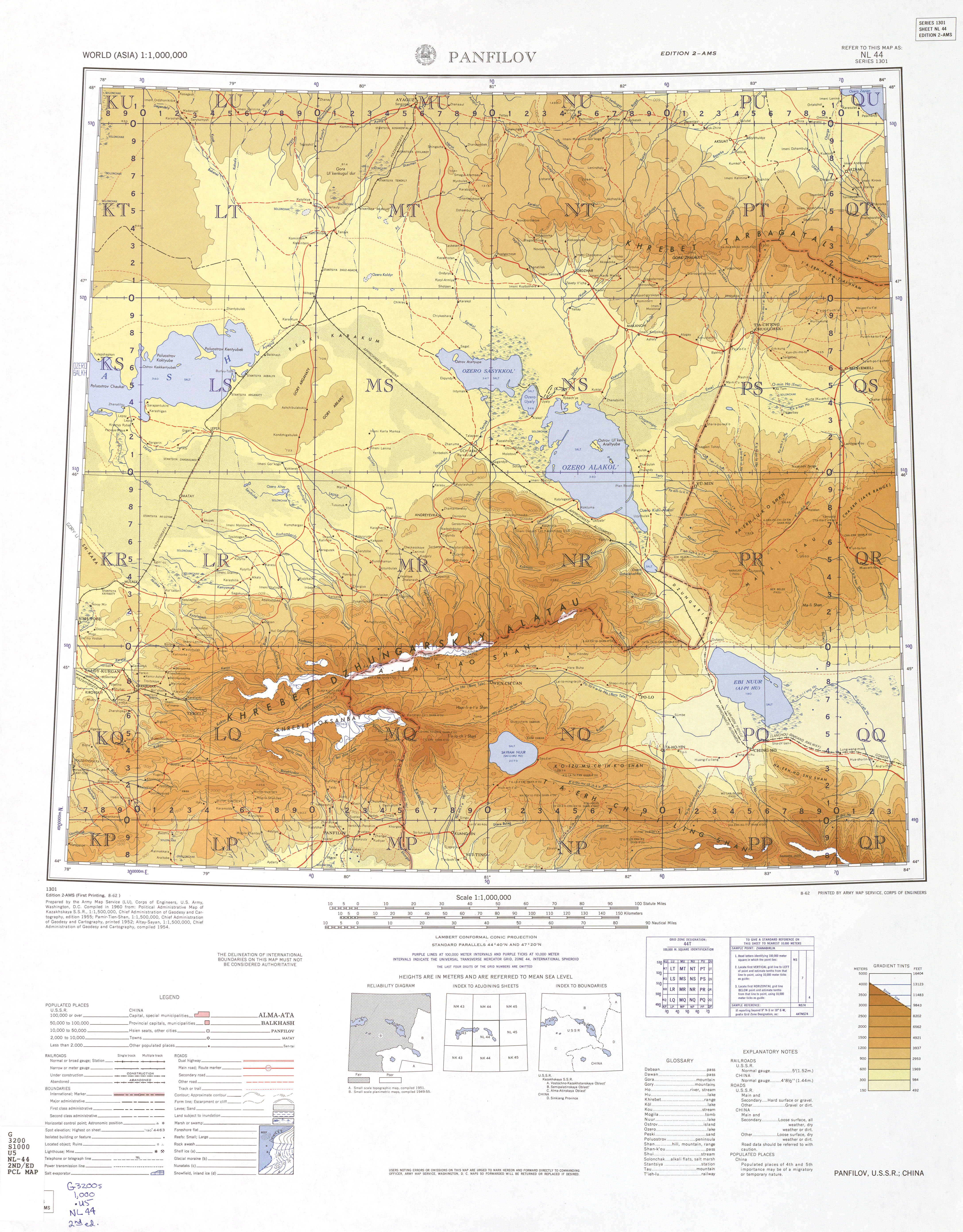
包含博尔塔拉州的地图，精河（Ching Ho）位于图中右下角。

精河，唐代称“石漆河”，《西域图志》作“晶河”，清光绪年间改称精河，位于中华人民共和国新疆维吾尔自治区博尔塔拉蒙古自治州精河县中部，該河发源于天山山脉博罗科努山北坡，源流分东支乌图精河和西支东都精河两支，以东都精河为主源，两源流自东南向西北流，在山口以上5.5千米处汇合，干流始称“精河”，汇合口以下自南向北流经山前丘陵区后注入下天吉水库，出库后北流500米出山口，继续向北经精河县西郊和新疆生产建设兵团第五师八十二团后注入艾比湖。山口以上河长75千米，流域面积1419平方千米，年均径流量约4.748亿立方米。上游东都精河沿岸为清朝时期东归土尔扈特部的安置地点之一。